# 孔戈尼亚斯
孔戈尼亚斯是巴西米纳斯吉拉斯州的一个市镇。总面积305.579平方公里，总人口48066人，人口密度157.3人/平方公里。